# 德爾洛馬 (加利福尼亞州)
德爾洛馬（英語：Del Loma）是位於美國加利福尼亞州三一縣的一個非建制地區。該地的面積和人口皆未知。

## 地理
德爾洛馬的座標為40°46′43″N 123°19′56″W / 40.77861°N 123.33222°W，而該地的平均海拔高度為356米（即1168英尺）。